# Friedrich Wilhelm Lübeck
Friedrich Wilhelm Lübeck, auch Frederik Willem Lübeck bzw. Frédéric Guillaume Lübeck (* 19. August 1814 in Rheinberg; † 19. August 1850 in Kaldenkirchen bei Nettetal) war ein deutscher Geiger und Komponist.

## Leben
Friedrich Wilhelm Lübeck war der jüngere Bruder von Johann Heinrich Lübeck. Er studierte Violine, Klavier und Komposition am Koninklijk Conservatorium Den Haag  unter Anleitung seines Bruders und anschließend zwei Jahre in Paris. Nach seiner Rückkehr in die Niederlande spielte er Violine im Hoforchester.
1833 bis 1835 war er vorübergehend Konzertmeister im Musikkorps des preußischen Infanterie-Regiments Nr. 17, das in Düsseldorf stationiert war, und wirkte dort auch bei den von Felix Mendelssohn Bartholdy geleiteten Konzerten mit. Zu seinem Freundeskreis zählten außerdem Norbert Burgmüller, Wilhelm Steifensand und Wolfgang Müller von Königswinter. Müller schreibt in seinen Erinnerungen an Burgmüller, Lübeck sei „ein ganz ausgezeichneter Violinspieler“ gewesen, der in Düsseldorf auch ein Streichquartett-Ensemble leitete.
Anschließend wirkte Lübeck in Den Haag. Am 28. Februar 1845 wurde er Konzertmeister des Hoforchesters in Hannover.
Nach langer Krankheit starb er am 19. August 1850 in Kaldenkirchen.

## Werke
- Gondolierlied, Hannover: Bachmann 1848
- Stradella-Galopp, Hannover: Nagel 1850
- Drei Violinkonzerte und andere Kompositionen für Geige